# Juliane Höfler
Juliane Höfler (* 15. März 1987 in Neuruppin) ist eine deutsche Fußballspielerin.

## Werdegang
Höfler begann ihre Karriere beim TSV Wustrau. Über den MSV Neuruppin wechselte sie 2004 zum 1. FFC Turbine Potsdam. Daneben kam sie regelmäßig in den Juniorinnen-Nationalmannschaften des DFB zum Einsatz. Mit Turbine Potsdam wurde sie 2006 deutsche Meisterin und gewann den DFB-Pokal. Darüber hinaus nahm sie 2006 mit der U19-Nationalmannschaft unter Trainerin Silvia Neid an der Europameisterschaft teil und wurde dort als Stammspielerin Europameisterin.
Im Sommer 2007 wechselte Höfler zum Bundesligisten VfL Wolfsburg, wo sie ihre Spielerkarriere nach der Saison 2010/11 zunächst beendete.
Ab dem Herbst 2012 war sie bis Sommer 2017 im Amateurbereich für den BSC Acosta aus Braunschweig aktiv. Seit 2018 spielt sie bei Eintracht Braunschweig in der viertklassigen Oberliga.

## Erfolge
- Deutsche Meisterin 2006
- DFB-Pokalsiegerin 2006
- U19-Europameisterin 2006